# Сумеречная зона (телесериал, 1985)
«Сумеречная зона» (англ. The Twilight Zone) — первое возрождение одноимённого сериала 1959—1964 годов.

## История
После завершения оригинального сериала «Сумеречная зона» в 1964 году Род Серлинг продал права телекомпании CBS, что позволяло возродить шоу в будущем. Предложения о возобновлении поступали от работавшей над оригинальным шоу производственной команды Рода Серлинга и Бака Хотона, от американского кинорежиссёра Фрэнсиса Форда Копполы, но были отвергнуты. Перезапуск состоялся лишь в 1984 году. «Мы видим успех оригинального сериала в синдикации и огромную популярность фильмов Стивена Спилберга», — рассказывал глава CBS Харви Шепард, — «Многие из них (например, „Инопланетянин“ и „Полтергейст“) используют элементы шоу. Возможно, публика готова к этому снова».
Несмотря на успех фильма «Сумеречная зона», созданного Спилбергом по мотивам оригинальной серии, CBS дало зелёный свет новой «Сумеречной зоне» в 1984 году под руководством Карла Сингера. «Сумеречная зона — сериал, который мне нравился в детстве, — сказал Сингер, — и теперь это стало интересным вызовом для меня лично». Эти чувства разделяли многие молодые кинематографисты, желающие оставить след в сериале, который повлиял на их жизнь и работу: писатели Харлан Эллисон, Джордж Р. Р. Мартин, Рокни С. О’Бэннон, Джереми Бертранн Финч, Пол Читлик и режиссёры Уэс Крэйвен и Уильям Фридкин. В ролях представлены звезды, в том числе Брюс Уиллис, Хелен Миррен, Сизон Хабли, Морган Фримен, Мартин Ландау, Джон Кэррадайн, Ральф Беллами, Джонатан Фрэкс, Фред Сэвидж и Луиза Флетчер.
Новая музыкальная тема, написанная и исполненная Grateful Dead, варьирует элементы классической темы. Кроме того, Grateful Dead создали отдельные темы для ряда эпизодов.
Так как Серлинг умер в 1975 году, рассказчиком стал Чарльз Айдман, снявшийся в двух классических эпизодах «Сумеречной зоны».
В течение двух сезонов сериал транслировался на CBS. Дополнительный третий сезон с получасовыми эпизодами был выпущен в 1988 году для «заполнения» пакета синдикации. В нём Робин Уорд заменил Айдмана в роли рассказчика.